# Dalibor Stejskal
Dalibor Stejskal (7. ledna 1936 – 20. prosince 2011) byl český lékař, první předseda Koruny České (monarchistické strany Čech, Moravy a Slezska), zakladatel hospice Štrasburk, v letech 1990–1997 ředitel Svatováclavské nemocnice.

## Život a činnost
Narodil se 7. ledna 1936, jeho rodiči byli MUDr. Dalibor Stejskal, primář chirurgického oddělení nemocnice v Klimentské ulici v Praze, a Marie Antonie, rozená Vesecká z Vesce ze starého českého rytířského rodu. Vystudoval radiologii na 1. lékařské fakultě Univerzity Karlovy v Praze, kde promoval v roce 1960.

### Lékařská činnost
Po promoci pracoval v nemocnici Jindřichův Hradec a na 1 radiodiagnostické klinice Všeobecné fakultní nemocnice v Praze. V roce 1967 přešel do nové Železniční nemocnice, kde se stal primářem rentgenologického oddělení. V roce 1990 se stal ředitelem Železniční nemocnice, která z jeho iniciativy získala název Svatováclavská nemocnice. Ředitelem nemocnice byl do roku 1997, poté působil jako šéf poradců ministra zdravotnictví. Dlouhá léta byl členem představenstva Asociace malých a středních nemocnic. Působil také jako viceprezident Unie zaměstnavatelských svazů a zmocněnec generálního ředitele ČD pro zdravotnické služby.

### Politická činnost
V roce 1990 spolu s Petrem Placákem a několika dalšími nadšenci z okruhu disidentské skupiny České děti založil Korunu Českou, royalistické hnutí Čech, Moravy a Slezska, do roku 1996 byl jejím prvním předsedou a významně ji finančně podporoval z vlastních prostředků. Sám se ovšem distancoval od legitimismu, který později v Koruně České převážil a stal se jejím oficiálním postojem. Jako předseda Koruny České se na začátku 90. let významně angažoval pro rozdělení Československa a obnovení samostatného českého státu.
Od poloviny 90. let byl členem Řádu svatého Lazara a významně se zasadil o založení řádového hospice Štrasburk. Načas působil jako jeho ředitel a až do své smrti byl předsedou správní rady. Byl také zakladatelem Svatováclavské nadace, jejímž prostřednictvím podporoval různé dobročinné aktivity.